# Tricarinodynerus rufoflavus
Tricarinodynerus rufoflavus är en stekelart som först beskrevs av Giordani Soika 1940.  Tricarinodynerus rufoflavus ingår i släktet Tricarinodynerus och familjen Eumenidae. Utöver nominatformen finns också underarten T. r. somalus.